# Chelanops coecus
Chelanops coecus är en spindeldjursart som först beskrevs av Paul Gervais 1849.  Chelanops coecus ingår i släktet Chelanops och familjen blindklokrypare. Inga underarter finns listade i Catalogue of Life.